# 国民经济学
国民经济学（Volkswirtschaftslehre，英语化的写法是Nationalökonomie），传统上称作经济国家科学（wirtschaftliche Staatswissenschaften, VWL），是德语学术传统中经济学（Wirtschaftswissenschaft）的两大分支之一，另一是工商管理（Betriebswirtschaftslehre），也被视作狭义上的经济学，包括微观经济学（Mikroökonomie）和宏观经济学（Makroökonomie）。
国民经济学致力于解决资源稀缺与经济主体需求之间的目标冲突，研究商品和生产要素的生产和分配之间的关系，还涉及经济条件下的人类行为，即如何在经济上证明人类行为是合理的，以及哪些行为为个人或社区带来最大可能的利益，用于搜索经济政策行动的法律和建议。

## 分支

### 微观经济学
微观经济学处理诸如家庭和公司等个体经济实体之间的关系。重要的子领域是：
- 处理需求方（偏好、效用函数等）的家庭理论
- 生产理论，涉及供给方（生产要素、供给功能等）
- 价格理论，涉及市场和价格（市场形式、市场均衡、市场失灵、价格形成等）
- 信息经济学、福利经济学、制度经济学、博弈论
- 演化经济学基于新范式看待经济过程。无论是新的微观经济学方法还是独立的视角，都存在争议
- 实验经济学涉及微观经济学中理论行为假设的实验验证

### 宏观经济学
宏观经济学在整体背景下从总体上看待经济。 她用它来检查宏观经济关系。 例如，这可能发生在聚合市场、国家、国家社区甚至整个全球经济的层面。
要研究的主题包括整体经济收入、消费和投资、劳动力市场、价格水平、通货膨胀、货币理论、商业周期理论和经济增长。

### 计量经济学
计量经济学处理经济事件的定量分析，通常是实证分析。使用统计和随机的数学方法并提交检验假设。